# Nayarit: Paz y Trabajo
Nayarit: Paz y Trabajo, fue una coalición política entre el Partido Acción Nacional y el Partido de la Revolución Democrática, registrada ante el Instituto Estatal Electoral de Nayarit, el 21 de enero de 2011, y validada el 10 de febrero con este nombre para contender en las elecciones estatales de Nayarit de ese año. Sin embargo, las diferencias profundas entre ambos partidos y la ambición de los líderes y precandidatos a la gubernatura del estado, provocó su dimisión y el 27 de abril de 2011 dejó de existir.